# Porfido verde antico

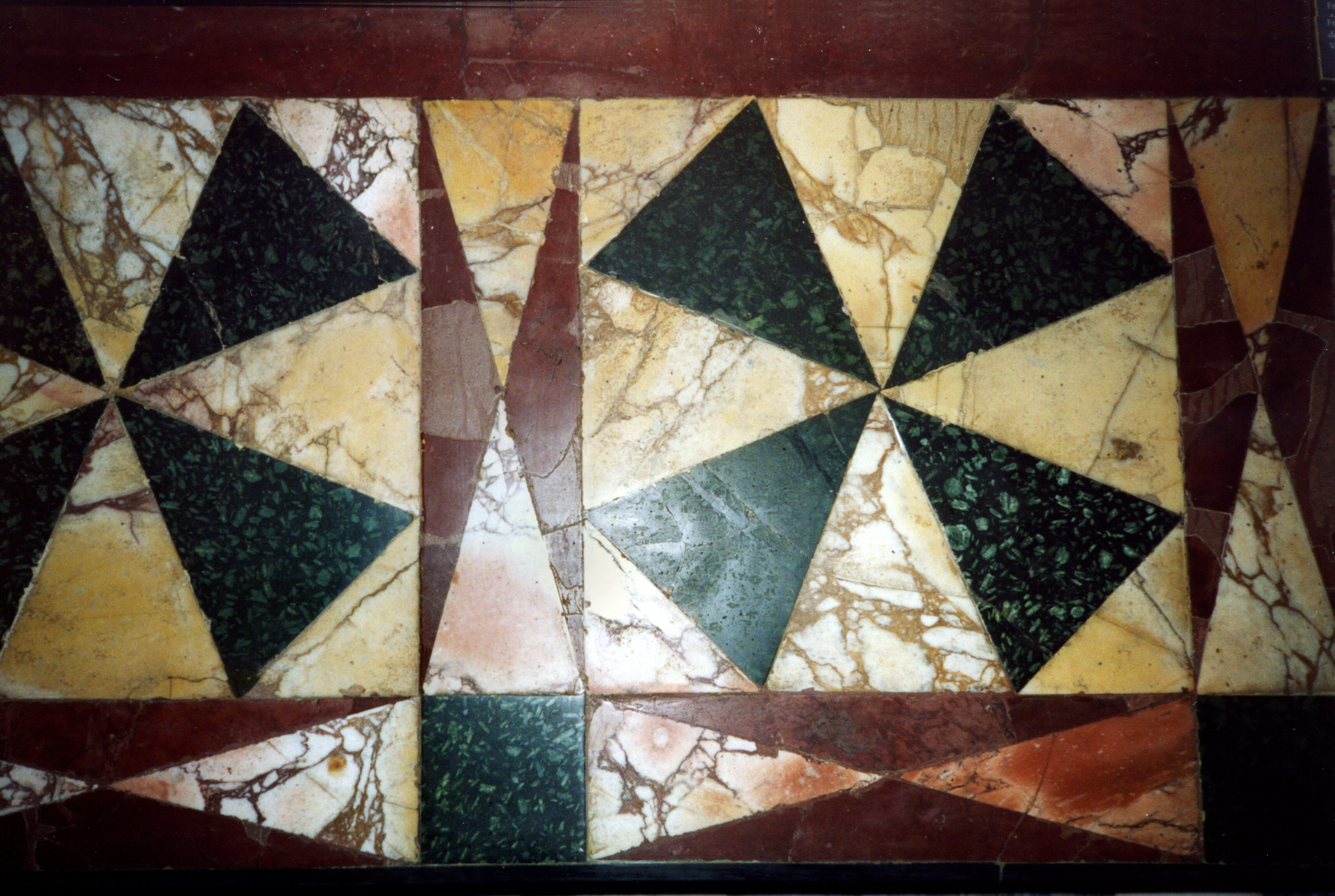
Pavimento di Villa Adriana (Tivoli) con croci in porfido verde antico.

Il cosiddetto porfido verde antico (anche serpentino o porfido verde di Grecia) è una varietà di marmo (pietra lucidabile) utilizzata dai Romani. Non va confuso con il marmo verde di Tessaglia, scavato sempre in Grecia ma più a nord rispetto al Peloponneso. Il nome moderno corrisponde in latino al "lapis lacedaemonius (ossia "pietra lacedemone").
Le cave si trovavano nel Peloponneso, presso l'odierno villaggio di Krokees, cioè l'antica Krokea, sulla strada tra Sparta e Marathonisi e sono state descritte da Pausania
Si tratta di una pietra a fondo verde scuro con cristalli di plagioclasio rettangolari allungati di dimensioni variabili e associati tra loro, che possono variare dal verde chiaro al verde scuro o al verde giallastro. Alcune varietà presentano cristalli piccoli e isolati ("porfido Vitelli") o ugualmente piccoli e di colore biancastro ("porfido risato"). Possono essere presenti amigdale di calcedonio di colore azzurro chiaro o rossastro ("porfido agatato"). In alcuni casi, a volte in seguito all'effetto del fuoco, il fondo assume colore violaceo.
Dal punto di vista petrografico è un andesite diabasica.
Impiegato in epoca minoico-micenea (soprattutto per vasi rituali a forma di rithon), fu riscoperto dai Romani alla metà del I secolo a.C. e più ampiamente utilizzato a partire dall'età augustea. In epoca flavia le cave divennero di proprietà imperiale. L'uso continuò fino ad epoca bizantina. Se ne ricavarono prevalentemente manufatti di piccole dimensioni, per lo più lastre di rivestimento parietale e pavimentale, a causa del fatto che i blocchi non si trovano in dimensioni maggiori di circa 1 m. È citato il suo prezzo piuttosto elevato nell'editto dei prezzi di Diocleziano. Si trova spesso nei pavimenti di epoca tardo antica insieme al porfido rosso e fu ampiamente reimpiegato nei pavimenti cosmateschi.